# Riksväg 25
Der Riksväg 25 ist eine schwedische Fernverkehrsstraße in Hallands län, Kronobergs län und Kalmar län, die die Westküste am Kattegat mit der Ostküste am Kalmarsund verbindet.

## Verlauf
Die Straße beginnt in Halmstad am autobahnartig ausgebauten Europaväg 6 (zugleich Europaväg 20) und verläuft in östlicher Richtung über Simlångsdalen und Ljungby, wo sie über 6 km gemeinsam mit dem Europaväg 4 verläuft, weiter über Hjortsberga und gemeinsam mit dem Riksväg 27 an Alvesta vorbei nach Växjö. Dort wird der Riksväg 23 gekreuzt und der Riksväg 30 zweigt nach Norden ab. Die Straße trennt sich vom Riksväg 27 und führt in südöstlicher Richtung über Hovmanstorp und Lessebo nach Eriksmåla, wo sie den Riksväg 28 kreuzt. In Örsjö nimmt sie den Länsväg 120 auf, in Nybro den Riksväg 31. Bei Kalmar trifft sie auf den Europaväg 22 an dem sie endet.
Die Länge der Straße, einer Fernverkehrsstraße (stamväg), beträgt rund 239 km.

## Geschichte
Die Straße trägt die geltende Nummer seit 1962.